# José María Zabalza Errazkin
José María Zabalza Errazkin (Irun, 11 de juny de 1928 - Madrid, 8 de juny de 1985) fva ser un director de cinema, guionista i dramaturg espanyol, les seves obres més conegudes van ser Entierro de un funcionario en primavera (1958), Julieta engaña a Romeo (1965) i La furia del hombre lobo (1972).
Va dirigir i va escriure més de 20 pel·lícules. Ha dirigit a actors com José Luis López Vázquez, Tony Leblanc, Lina Morgan, Paul Naschy, Juanjo Menéndez, Blaki o Gracita Morales, entre d'altres.

## Trajectòria
Llicenciat en la Facultat de Ciències Polítiques i Econòmiques de Madrid, i després d'exercir per un període curt d'economista, decideix presentar-se a l'acabat d'Inaugurar I.I.E.C. (Instituto de Investigaciones y Experiencias Cinematográficas), Escola Oficial de Cinema que va obrir les portes al febrer de 1947. Zabalza va aprovar l'examen d'entrada en l'especialitat de direcció per a la qual hi havia només cinc places. Els seus companys de promoció en direcció (que va ser la segona promoció de l'escola) van ser Ricard Muñoz Suay, Jesús Franco i Juan García Atienza. En aquells temps també formaven part de l'escola els alumnes José Gutiérrez Maesso, Luis García Berlanga, Florentino Soria i Eduardo Ducay.
José María Zabalza va ser precursor en la fundació de productores al País Basc. En 1955 funda la productora Haz Films. Amb ella roda també Hay cielo sobre el mar (1955) i Entierro de un funcionario en primavera (1958).
L'estil d'arrencada professional com a cineasta de Zabalza va ser clara i marcadament dins del que s'ha denominat cinema d'autor o Cinema art (art house). També Hay cielo sobre el mar va ser probablement una de les primeres pel·lícules hereves del neorealisme italià a Espanya i la primera al país basc. I com deia en moltes ocasions Luis García Berlanga: "Entierro de un funcionario en primavera, va ser el tret de sortida del corrent de cinema d'humor negre a Espanya".
Les dificultats amb la classificació d'estrena i distribució, per part de la censura franquista i la Secretaria General de Cinematografia i Teatre, no van permetre una distribució adequada d'aquestes dues pel·lícules. Això fa que l'acabada de crear productora Haz Films hagi de tancar. José María Zabalza decideix refugiar-se en el teatre per a poder seguir amb la seva carrera artística. En aquests temps va escriure i va dirigir diverses obres de teatre:: Camerino Sin biombo (1959), Autopsia de María Magdalena (1960), Las arañas viajan de noche (1961), Pensión Rosita (1962) i Ginebra para cenar (1962).
L'any 1963, Zabalza arriba a un acord per a dirigir la seva primera pel·lícula amb una productora que no és de la seva propietat. La pel·lícula va tenir el títol provisional d’El ruido del silencio, i després va portar el nom definitiu, i suposadament més comercial, de Yo no soy un asesino (1963). La pel·lícula com el seu primer títol indicava treballa formalment el silenci i els plans llargs. Zabalza es va inspirar al cinema d'Ingmar Bergman i Michelangelo Antonioni incidint una vegada més en un estil de cinema d'autor europeu deixant entreveure la seva empedreïda cinefília. Una altra marcada característica que va mostrant-se al seu cinema després dels seus tres primers llargmetratges és la combinació d'actors professionals de gran nom amb actors no professionals, gent reclutada al carrer o entre les seves amistats. La pel·lícula transcorre en escenaris naturals d'Hondarribia, Irun i Zarautz.
En 1964 funda a Irun la productora Uranzu Films i entra en una segona etapa de la seva carrera com a cineasta. Amb ella decideix rescabalar-se una mica de les dificultats de distribució patides per les seves primeres pel·lícules. La línia artística seva es torna més lleugera i de comèdia comercial de l'època, a excepció de Camerino sin biombo que és una pel·lícula intimista rodada en Sant Sebastià en interiors amb l'actriu Gemma Cuervo.
Després de diverses pel·lícules realitzades amb Uranzu films Carlos Serrano Tell decideix deixar les seves tasques com a productor per a poder centrar-se de ple en la seva professió i la seva vida familiar. L'abandó del cinema del seu soci a Uranzu Films suposa en gran manera un canvi en la carrera de Zabalza que es dediqués a partir de llavors al cinema de gènere principalment com a director contractat. Es pot considerar aquesta la tercera etapa en la seva filmografia. En aquesta etapa Zabalza rodés un gran nombre de pel·lícules en gèneres tan dispars com el spaghetti western, el cinema de terror, cinema de gàngsters o el destape. Algunes d'aquestes pel·lícules pertanyen a l'època en què es van prodigar les coproduccions internacionals arribant rodar diverses pel·lícules en l'extinta Iugoslàvia. Potser la pel·lícula més coneguda internacionalment és la pel·lícula de culte que va rodar amb l'actor Paul Naschy La furia del hombre lobo (1972). Aquest moment de la seva filmografia no va estar exempt de dificultats personals i per alguna d'aquestes pel·lícules es va catalogar com l'Ed Wood espanyol. Va arribar a rodar tres pel·lícules alhora o una en 24 hores i amb 12 càmeres titulada El retorno de los Vampiros (1972) amb Simon Andreu que no va tenir estrena comercial, que no es va estrenar comercialment, una vegada més a causa de la censura franquista, fins a 1985 amb el títol de El misterio de Cynthia Baird.
Zabalza com a cineasta va caure en l'oblit, però en aquests últims anys ha viscut un renovat reconeixement amb la publicació del llibre José María Zabalza: Cine, bohemia y supervivencia (2011) de Gurutz Albisu i la pel·lícula documental sobre el seu cinema i vida, Director Z: el vendedor de ilusiones, de Oskar Tejedor presentada al LI Festival Internacional de Cinema Fantàstic de Catalunya 2018.

## Filmografia
- 1985 El misterio de Cynthia Baird
- 1984 La de Troya en el Palmar
- 1983 Al oeste de Río Grande
- 1978 Aberri Eguna 78
- 1975 Divorcio a la andaluza
- 1974 Un torero para la historia
- 1972 La furia del hombre lobo
- 1971 El vendedor de ilusiones
- 1971 20.000 dólares por un cadáver
- 1970 Plomo sobre Dallas
- 1970 Los rebeldes de Arizona
- 1969 El regreso de Al Capone
- 1969 Homicidios en Chicago
- 1967 El milagro del cante
- 1967 Camerino sin biombo
- 1966 Algunas lecciones de amor
- 1965 Julieta engaña a Romeo
- 1964 Las malditas pistolas de Dallas
- 1963 Yo no soy un asesino
- 1958 Entierro de un funcionario en primavera
- 1955 También hay cielo sobre el mar

## Teatro
- 1962 Ginebra para cenar
- 1962 Pensión Rosita
- 1961 Las arañas viajan de noche
- 1960 Autopsia de María Magdalena
- 1959 Camerino sin biombo